# Rudlice
Rudlice es una localidad del distrito de Znojmo en la región de Moravia Meridional, República Checa, con una población estimada a principio del año 2018 de 94 habitantes. 
Se encuentra ubicada al suroeste de la región, cerca de la orilla del río Dyje —un afluente del río Morava que, a su vez, lo es del Danubio—, de la frontera con Austria y la región de Vysočina, y a poca distancia al suroeste de la ciudad de Brno.